# 日本発見
『日本発見』（にっぽんはっけん）は1961年6月から1962年にかけてNET（現テレビ朝日）で放映されていた地理・紀行ドキュメンタリー番組。2015年にCSの衛星劇場で再放送。2016年2月、ヒストリーチャンネル開局15周年記念特集にて47都道府県の回のみを放送。

## 概要
製作は岩波映画製作所、提供は富士製鐵の一社提供であった。
日本の全都道府県47と特定の場所（淀川、東京湾）をピックアップした回、またスタッフによる座談会の会など合計55話放送された。但し、土本典昭が監督した東京都と、黒木和雄が監督した群馬県の回は、それぞれ各務洋一と羽仁進が監督したフィルムに差し替えられて放送され、他の回も一部が変更されて放送された物もある。土本典昭の回想に依れば、これはテレビ局とスポンサーの意向で、地方から上京した若者たちの過酷な長時間労働をクローズアップした東京都の回は「世界に冠たる大東京が、地方の人間の寄せ集めで成り立っているというのは、いくらなんでもひどすぎる」とスポンサーに言われたという。
全回16mmフィルムモノクロで撮影されていたが、劣化が激しいため、日立製作所によりデジタル化が進められている。

## 評価
「高度経済成長期における日本の各地の地誌・風土を記録したこれらの貴重な記録映画」、「冷静にして詩的なナレーション、当時の映画におけるフレーミングや編集と一部共通する実験が見られるほか、写されている日本の姿が非常に興味深い」「グローバル化以前の「日本人の顔」、そして工業化の最中の「日本の風景」が見事にとどめられている」など、高い評価を受けている。

## 参照
1. ↑  岩波映画製作所と60年代ドキュメンタリー映画の出発(「ソシオロジスト」武蔵大学社会学部 論文集 p.158
2. ↑  衛星劇場名作セレクション番組一覧
3. ↑  日本発見
4. ↑  岩波映画製作所と60年代ドキュメンタリー映画の出発(「ソシオロジスト」武蔵大学 社会学部 論文集p.158。なお当時沖縄県はまだ本土復帰していなかったが最終回に放送された。
5. ↑  岩波映画製作所と60年代ドキュメンタリー映画の出発(「ソシオロジスト」武蔵大学 社会学部 論文集p.159、2010/10/11（月）「高度経済成長と地域イメージー岩波映画『日本発見』を見る」のお知らせ
6. ↑  岩波映画製作所と60年代ドキュメンタリー映画の出発(「ソシオロジスト」武蔵大学 社会学部 論文集p.159
7. ↑  岩波映画製作所と60年代ドキュメンタリー映画の出発(「ソシオロジスト」武蔵大学社会学部論文集p.159
8. ↑  平成12年(2000年）に岩波映画製作所全作品の権利を買収している。岩波映画製作所の項も参照。
9. ↑  記録映画アーカイブプロジェクト
10. ↑  JPタワー学術総合ミュージアム